# Toffia
Toffia ist eine Gemeinde mit 1071 Einwohnern (Stand 31. Dezember 2023) in der Provinz Rieti in der italienischen Region Latium.

## Geographie
Toffia liegt 52 km nördlich von Rom und 31 km südlich von Rieti in den Sabiner Bergen oberhalb des Tals des Farfa.
Das Gemeindegebiet erstreckt sich von 125 bis 711 m s.l.m.
Das Dorf befindet sich in der Erdbebenzone 2 (mittel gefährdet).
Die Nachbargemeinden sind Castelnuovo di Farfa, Fara in Sabina, Nerola (RM), Poggio Nativo.

### Verkehr
Toffia liegt nahe der Staatsstraße 4, strada statale 4 Via Salaria, die von Rom über Rieti an die Adriaküste führt. Die nächste Autobahnauffahrt ist Roma Nord an der A1 Autostrada del Sole in 23 km Entfernung.
Der nächste Bahnhof liegt in Passo Corese an der Regionalbahnstrecke FR1 vom Flughafen Rom-Fiumicino über Rom-Tiburtina nach Orte in 17 km Entfernung.

## Geschichte
Mit dem Namen Castrum Tophiae wurde der Ort von Herzog Theobald I. von Spoleto (927–935) gegründet. 1219 besuchte ihn Papst Honorius III., und die heiligen Franziskus und Bernardinus von Siena weilten gleichfalls hier. Von der Abtei Farfa ging der Besitz an die Familie Orsini über, die ihn bis 1636 behielten. Dann wechselte er in die Hände der Barberini über. Im Zusammenhang mit Auseinandersetzungen zwischen den Orsini und den konkurrierenden Colonna siedelten sich erstere um das Castello di Dentro an, während ihre Gegner das Gebiet um die Kirche Santa Maria Nova innehatten. Im Jahre 1560 traten die Orsini ihren Palast an die Gemeinde ab.

## Bevölkerungsentwicklung
| Jahr      | 1861 | 1881 | 1901 | 1921 | 1936 | 1951 | 1971 | 1991 | 2001 |
| Einwohner | 648  | 801  | 926  | 991  | 954  | 1018 | 758  | 829  | 905  |

Quelle: ISTAT

## Politik
Danilo Pezzotti (Lista Civica: Uniti Per Toffia) ist seit dem 26. Mai 2019 Bürgermeister.

## Sehenswürdigkeiten
- Kirche Santa Maria Nuova.
- Kirche San Lorenzo.
- Kirche Santa Maria di Loreto.
- Ehemalige Abtei Sant’Alessandro, heute ein Kulturzentrum.
- Palazzo Orsini, heute Rathaus.
- Palazzo Palica-Castellani.
- Palazzo Palma.
- Museo Maria Petrucci.
- Im Orte sind diverse Zeugnisse aus römischer Zeit verstreut und eingemauert.